# Tom Six
Tom Six (Alkmaar, 29 augustus 1973) is een Nederlandse filmregisseur.

## Biografie
Six groeide op in Sint Maartensbrug en op jonge leeftijd had hij al liefde voor de film opgevat. Hij liep toen rond met de camera van zijn opa. Na zijn middelbare school volgde hij nog een opleiding.

## Loopbaan
Six begon zijn carrière als regisseur bij het televisieprogramma Big Brother. Vanaf 2004 schreef en regisseerde hij films als Gay, Honeyz, I Love Dries en meer recentelijk de controversiële horrorfilms The Human Centipede (First Sequence) en The Human Centipede II (Full Sequence). Deze laatste film kwam in het nieuws toen de British Board of Film Classification niet toestond dat deze film in het Verenigd Koninkrijk in de bioscoop of op dvd te zien zou zijn. Na het doen van 32 aanpassingen en het knippen van 2 minuten en 37 seconden uit de film kreeg deze alsnog goedkeuring voor 18 jaar en ouder. De trilogie werd in 2015 afgesloten met The Human Centipede III (Final Sequence).